# Ямео
Ямео (Yameo) — мёртвый индейский язык, который относится к пеба-ягуанской семье языков, на котором раньше говорил народ с одноимённым названием, проживающий на берегах рек Мараньон и Амазонка (от устья реки Тигре до реки Нанай) в Перу.